# ماريا روزا أوليفر
ماريا روزا أوليفر (بالإسبانية: Maria Rosa Oliver)‏ هي مقالاتية ومترجمة وكاتِبة أرجنتينية، ولدت في 10 سبتمبر 1898 في بوينس آيرس في الأرجنتين، وتوفيت في 18 يناير 1977 في الأرجنتين بسبب نوبة قلبية.